# Hugo Vanermen
Hugo baron Vanermen (ca. 1949) is een Belgisch hartchirurg. Hij werkte in het Onze-Lieve-Vrouwziekenhuis te Aalst, maar ging over naar het Universitair ziekenhuis Sint-Lambrechts-Woluwe Saint-Luc te Brussel. In zijn vak is hij wereldberoemd vanwege zijn kunde om het hart te kunnen opereren zonder de borstkas open te maken: hij is de specialist van kijkoperaties op het hart. Dit werkt via (een) minuscule camera('s) die ingebracht wordt/worden via de borstkas. Koning Albert II is een van de velen die hij heeft geholpen. Pas door die operatie is hij in heel België bekend geworden, terwijl hij dat al langer wereldwijd was onder chirurgen.
Vanermen is de titel van baron toegekend.